# Fuera de la ley
Fuera de la ley és una pel·lícula argentina filmada en blanc i negre dirigida per Manuel Romero sobre un guió propi, els principals protagonistes del qual van ser Luis Arata, José Gola e Irma Córdoba que es va estrenar el 14 de juliol de 1937. És un drama policial que va ser considerat un dels millors films del director i que va influir en les pel·lícules argentines posteriors del mateix gènere.
Va ser reconeguda com la desena millor pel·lícula del cinema argentí de tots els temps en l'enquesta realitzada pel Museo del Cine Pablo Ducrós Hicken el 1977.

## Origen de la pel·lícula
El 24 de febrer de 1937 va ser segrestat el nen Eugenio Pereira Iraola –els pares del qual pertanyien a l'alta societat argentina- i després va aparèixer mort. Romero va percebre que el cas havia calat profund en la indignació col·lectiva i va decidir fer una pel·lícula vinculada al tema. El director va decidir no dramatitzar el fet real sinó escriure una ficció sobre el rapte d'una nena sense sobreabundar en els seus detalls en la convicció que la memòria, l'emoció o el subconscient de cada espectador s'encarregarien de completar la pel·lícula i vincular-la al fet real ja que la comunicació entre les pel·lícules argentines i el públic depenia amb freqüència de sobreentesos que li permetran assabentar-se d'allò que no s'havia comptat o no entenia, d'allò que li intrigava. En aquest cas, Com són la mena dels malvats que segresten nois? Que els empeny a aquesta barbaritat?

## Sinopsi
La pel·lícula es va estrenar a menys de cinc mesos del segrest i en ella José Gola protagonitzava el delinqüent, fill d'un comissari encarnat per Luis Arata, que en sortir de la presó pretén seduir a qui hauria de ser com una germana per ell, una noia representada per Irma Córdoba criada i estimada pels seus pares. Per a forçar-la a cedir a la seva obsessió segresta la seva filleta (Rayito de sol) i la porta a l'amagatall d'uns companyons. El seu pare, quan sospita la veritat, demana quedar al capdavant de la recerca, persegueix i setja al seu fill, es convenç que és un malvat irrescatable i finalment no vacil·la a executar-lo.

## Repartiment
- Luis Arata	... 	Pedro Robles
- José Gola	... 	Juan Robles
- Irma Córdoba	... 	Emilia
- Susy Derqui	... 	Flora
- María Esther Buschiazzo	... Mare de Juan Robles
- Marcos Caplán	... 	Agapito
- Pedro Maratea	... 	Enrique Varela
- Marcelo Ruggero	... 	Chichilo
- Martín Zabalúa (padre)	... 	Cap de Policia
- María Vitaliani 	... 	Esposa de Chichilo
- Pedro Laxalt	... 	Roberto Achával
- Roberto Blanco	... 	Ñato
- Rayito de Sol	... 	Susana Achával
- Gerardo Rodríguez	... 	El Turco
- Jorge Lanza	... 	Giménez
- Malisa Zini	... 	Mainadera

## Valoració
El crític Domingo Di Núbila ha opinat sobre aquesta pel·lícula que:
| « | "LLa claredat narrativa de Romero, les seves precises anotacions psicològiques, la seva selecció i maneig d'actors, van conferir a fora de la llei una vitalitat i una potència dramàtica que no havien aconseguit tanta intensitat en anteriors pel·lícules argentines. Romero aconsegueix abans de res persuasió en la història del jove criminal psicopàtic i sobre la base d'una acció sense desmais va elaborar escenes de fort impacte. La seva creació, que va aconseguir categoria de clàssica, va quedar com a precursora del tema patològic el nostre cinema, encara que els seus diàlegs filosos van excloure la terminologia psicoanalítica que es va posar de moda després en policials de postguerra. La formidable actuació de José Gola va ser potser el factor més important perquè va poder secundar-se en la complexitat del protagonista per a inserir la fortalesa de la seva pròpia personalitat. Així va aconseguir un treball d'alt voltatge sense sortir de l'estil restringit i indirecte ideal en si. La seva mirada va transmetre les convulsions interiors del criminal. Havia internalitzat magistralment els seus arravataments i el seu descontrol … Fora de la llei va tenir l'esplèndida fotografia del film noir que necessitava perquè Lumiton va contractar l'as alemany Gerardo Húttula… els seus contrastos absoluts de llum i ombra, els seus contrallums, predileccions nocturnes i la seva imaginació per a secundar -no merament registrar- les instàncies dramàtiques van contribuir a mantenir l'ull de l'espectador fix en la pantalla. Els decorats de Ricardo Conort i el muntatge d'Alfredo Traverso van respondre a l'orientació i al ritme d'aquesta arriscada mescla de crònica policial, obsessió sexual, laberint edípic i destí tràgic. Luis Arata va ser ajudat per la seva imponent màscara per a encarnar a l'home que es manté precàriament la cornisa entre l'afecte i la consciència fins que accepta la inexorabilitat del filicidi per salvar als seus sers estimats i la societat. | » |

Per la seva part el crític Rodrigo Tarruella va escriure::
| « | "Fuera de la ley no sols és un film dins de la llei, sinó que és una fi de ‘’la llei’’, l'apoteosi del paternalisme i del filicidi, tan representativa i profètica de la història com Invasión de Santiago, la seva contrapartida ideològica. Arata policia empara, protegeix, disculpa o fa els ulls grossos davant la carrera criminal del seu fill, un Gola ‘’terriblement dolent’’. En el tràgic final Arata abat a Gola. Formalment, el film impressiona. És l'única pel·lícula cuidada de Romero, la qual cosa li dona un caràcter estrany de film aïllat, inclusivament dins del cinema argentí. Hi ha una crueltat inusual, predomini de la imatge i diàlegs secs i tallants en la millor tradició de la "sèrie negra", apartant-se de la xerradissa incessant d'una obra que nega sistemàticament el silenci. Romero passa insòlitament a l'acció narrant per primera, i gairebé única vegada, amb soltesa. Els notables enquadraments estan totalment influïts per Dreyer. | » |